# Heron (ciruela)
Heron es una variedad cultivar de ciruelo (Prunus domestica), de las denominadas ciruelas europeas.
Una variedad de ciruela originada e introducida entre 1885/86, por el viverista Thomas Rivers, Sawbridgeworth.
Las frutas de un tamaño mediano a grande, color de la piel muy abigarrado, rara vez uniforme, mezclado el morado o negro de la chapa con el ambarino del fondo que no desaparece sino en maduración muy avanzada, punteado abundante, pequeño amoratado o blanquecino con aureola morada, perceptible sobre el fondo y casi imperceptible sobre la chapa, y su pulpa de color amarilla clara, textura semi blanda, crujiente, algo pastosa, poco jugosa, y de  sabor agradable aunque algo soso.

## Historia
'Heron' variedad de ciruela originado e introducido entre 1885/86, por el viverista Thomas Rivers, Sawbridgeworth, Inglaterra (Reino Unido). Popular en Inglaterra, pero debido a su escaso follaje es de poco valor en este país.
La variedad de ciruela 'Heron' ha sido descrita por: 1. U.S.D.A. Pom. Rpt. 26. 1894. 2. Cornell Sta. Bul. 131: 187. 1897. 3. Rivers Cat. 35. 1898.
'Heron' está cultivada en diversos bancos de germoplasma de cultivos vivos, tales como en la Estación experimental Aula Dei de Zaragoza, y en el National Fruit Collection (Colección Nacional de Fruta) de Reino Unido con el número de accesión: 2003-007 y Nombre Accesión : Heron.

## Características
'Heron' árbol de porte medio, de porte erguido, con ramas gruesas y muy espaciadas, con pocos brotes y escasamente cubierto de hojas. Tiene un tiempo de floración que comienza a partir del 11 de abril con el 10% de floración, para el 16 de abril tiene una floración completa (80%), y para el 26 de abril tiene un 90% de caída de pétalos.
'Heron' tiene una talla de tamaño medio a grande, de forma redondeado achatada, asimétrica con un lado bastante más desarrollado que el otro, con dos protuberancias bien acusadas junto a cavidad peduncular a los lados de la sutura, siendo la sutura fina, línea como marcada por un alfiler, casi imperceptible de no ser por estar muy recubierta de pruina, en depresión ligera, acentuada en los dos extremos, con peso promedio de 41.98 g;epidermis tiene una piel con pruina muy abundante violácea, más espesa sobre la sutura y en cavidad peduncular, no se aprecia pubescencia, siendo el color de la piel muy abigarrado, rara vez uniforme, mezclado el morado o negro de la chapa con el ambarino del fondo que no desaparece sino en maduración muy avanzada, punteado abundante, pequeño amoratado o blanquecino con aureola morada, perceptible sobre el fondo y casi imperceptible
sobre la chapa; Pedúnculo de longitud y anchura medianas (promedio 16.34 mm), engrosado en su parte alta, muy adherente a la carne, situado en cavidad peduncular de anchura y profundidad medianas, bastante rebajada en la sutura y casi sin rebajar en el lado opuesto; pulpa de color amarilla clara, textura semi blanda, crujiente, algo pastosa, poco jugosa, y de  sabor agradable aunque algo soso.
Hueso libre o semi libre, grande, elíptico redondeado, surcos discontinuos, polo pistilar muy amplio, superficie escabrosa con frecuentes orificios junto al borde dorsal.
Madura de manera desigual, su tiempo de recogida de cosecha se inicia en su maduración en la segunda y tercera decena de julio.

## Cultivo
Utilizada como ciruela de postre, pero mejor como ciruela de cocina. La floración es medianamente temprana y autofértil.